# فارس مچری
فارس مچری (انگلیسی: Farès Mecheri؛ زادهٔ ۶ دسامبر ۱۹۸۳) بازیکن فوتبال اهل الجزایر است.
از باشگاه‌هایی که در آن بازی کرده‌است می‌توان به باشگاه فوتبال اتحاد الجزایر، باشگاه فوتبال الوداد کازابلانکا، و باشگاه فوتبال وفاق سطیف اشاره کرد.